# Jules Bessan
Jules Bessan (ur. 14 kwietnia 1979 w Kotonu) – beniński pływak.
Na Letnich grzyskach Olimpijskich 2016 wziął udział w konkurencji 50 m stylem dowolnym, gdzie odpadł w eliminacjach z czasem 27,32.